# 斯普林城 (密蘇里州)
斯普林城（英語：Spring City）是位於美國密蘇里州牛頓縣的非建制地區。

## 歷史
斯普林城的郵局於1893年設立，其後於1903年停運。

## 地理
斯普林城所處的海拔為高於海平面339米（即1112英呎），而該地所採用的時區為UTC-6，即北美中部時區（CST）。同時該地設有夏令時間，為UTC-6調快一小時，即UTC-5（CDT）。